# Par nummer syv
I det danske seksdagesløb er par nummer syv traditionelt det danske favorithold, ofte som et rent dansk par.
Par nr. 7 blev opfundet af Kay Werner Nielsen og Evan Klamer, der første gang kørte med 7-tallet på ryggen ved Københavns seksdagesløb i 1953. Under seksdagesløbene i Forum København i starten af 1960'erne var Kay Werner Nielsen og Palle Lykke Jensen favoritter som par nummer 7. Senere var det Gert Frank og Hans-Henrik Ørsted i 1980'erne, Jens Veggerby og Jimmi Madsen i 1990'erne og senest har det danske mandskab bestået af Michael Mørkøv og Alex Rasmussen.
De to sidstnævnte har vundet det københavnske 6-dagesløb i 2009 og 2010 og i øvrigt vundet 5 sejre i udlandet som par. 
I den periode, hvor der var seksdagesløb i Herning, havde det danske favoritpar ligeledes nummer syv.
Det sker med mellemrum, at par nummer 7 ikke er to danskere som i 2006, da Jakob Piil blev skadet og Jimmi Madsen måtte danne par med Giovanni Lombardi. 